# طواف رودس الدولي 2017
طواف رودس الدولي 2017 (بالفرنسية: Tour International de Rhodes 2017)‏ هو سباق دراجات هوائية، وهو الموسم رقم 1 من نفس السباق، وأقيم خلال الفترة 10 مارس 2017، وحتى 12 مارس 2017، وامتدّ لمسافة 503 كيلومتر، وهو أحد سباقات طواف أوروبا للدراجات 2017.
فاز فيه بالمركز الأول كولين ستوسي، وبالمركز الثاني Åsmund Løvik ‏، وبالمركز الثالث Cyrille Thièry ‏، والفائز حسب ترتيب السرعة Szymon Sajnok ‏، والفريق الفائز في ترتيب الفرق Roth-Akros 2017.

## الفرق
| فرق قارية (17)- مايو سي سي إن برو سايكلنج ‏ - تيم دونر أكون ‏ - Team FixIT.no ‏ - أدفاريكس هرينكو سيلينج 2017 ‏ - Leopard TOGT Pro Cycling ‏ - Team Lotto–Kern Haus ‏ - مينسك سي سي 2017 ‏ - Nice Cycling Team ‏ - Akros–Excelsior–Thömus ‏ - Sauerland NRW-SKS Germany ‏ - Tufo–Pardus Prostějov ‏ - توركو سيكارسبوش 2017 ‏ - Team Tre Berg–PostNord ‏ - أونو-إكس موبيليتي ‏ - Team Waoo ‏ - فورارلبرغ 2017 ‏ - Team Wiggins Le Col ‏ فرق وطنية (4)- فريق اليونان لركوب الدراجات للرجال 2017‏ - فريق سويسرا لركوب الدراجات 2017 ‏ - فريق فنلندا لركوب الدراجات للرجال 2017‏ - فريق بولندا لركوب الدراجات 2017 ‏ |  |
| |  |

## المراحل
| قائمة المراحل | قائمة المراحل | قائمة المراحل | قائمة المراحل      | قائمة المراحل | قائمة المراحل   | قائمة المراحل |
| المرحلة       | التاريخ       | الدورة        |                    | المسافة (كم)  | الفائز بالمرحلة | القائد العام  |
| ------------- | ------------- | ------------- | ------------------ | ------------- | --------------- | ------------- |
| 1             | 10 مارس       | رودس – رودس   | مرحلة جبلية متوسطة | 156           | كولين ستوسي     | كولين ستوسي   |
| 2             | 11 مارس       | رودس – رودس   | مرحلة جبلية متوسطة | 172           | Szymon Rekita ‏  | كولين ستوسي   |
| 3             | 12 مارس       | رودس – رودس   | مرحلة جبلية متوسطة | 175           | ألكسندر كامب    | كولين ستوسي   |

## النتيجة

### مرحلة 1
أجريت في 10 مارس 2017، وامتدّت لمسافة 156 كيلومتر فاز بالمرحلة كولين ستوسي، ومتصدر الترتيب العام في نهاية المرحلة كولين ستوسي.
| التصنيف العام | التصنيف العام           | التصنيف العام | التصنيف العام              | التصنيف العام |        |
| الدراج        | الدراج                  | البلد         | الفريق                     | الوقت         | السرعة |
| ------------- | ----------------------- | ------------- | -------------------------- | ------------- | ------ |
| 1.            | كولين ستوسي             | سويسرا        | Roth-Akros                 | 3 س 52 د 24 ث |        |
| 2.            | Åsmund Romstad Løvik ‏   | النرويج       | FixIT.no                   | + 30 ث        |        |
| 3.            | Cyrille Thièry ‏         | سويسرا        | سويسرا                     | + 1 د 20 ث    |        |
| 4.            | أودون بريك فلوتن        | النرويج       | Uno-X Hydrogen Development | + 1 د 25 ث    |        |
| 5.            | Polychrónis Tzortzákis ‏ | اليونان       | اليونان                    | + 1 د 39 ث    |        |
| 6.            | Ken-Levi Eikeland ‏      | النرويج       | FixIT.no                   | + 1 د 41 ث    |        |
| 7.            | Aksel Nõmmela ‏          | إستونيا       | Leopard                    | + 1 د 41 ث    |        |
| 8.            | Fabian Lienhard ‏        | سويسرا        | فورارلبرغ                  | + 1 د 41 ث    |        |
| 9.            | Marcus Fåglum Karlsson ‏ | السويد        | Tre Berg-PostNord          | + 1 د 41 ث    |        |
| 10.           | Dominik Hrinkow ‏        | النمسا        | Hrinkow Advarics Cycleang  | + 1 د 41 ث    |        |

### مرحلة 2
أجريت في 11 مارس 2017، وامتدّت لمسافة 172 كيلومتر فاز بالمرحلة Szymon Rekita ‏، ومتصدر الترتيب العام في نهاية المرحلة كولين ستوسي.
| التصنيف العام | التصنيف العام           | التصنيف العام | التصنيف العام              | التصنيف العام |        |
| الدراج        | الدراج                  | البلد         | الفريق                     | الوقت         | السرعة |
| ------------- | ----------------------- | ------------- | -------------------------- | ------------- | ------ |
| 1.            | كولين ستوسي             | سويسرا        | Roth-Akros                 | 8 س 03 د 50 ث |        |
| 2.            | Åsmund Romstad Løvik ‏   | النرويج       | FixIT.no                   | + 30 ث        |        |
| 3.            | Cyrille Thièry ‏         | سويسرا        | سويسرا                     | + 1 د 20 ث    |        |
| 4.            | Szymon Rekita ‏          | بولندا        | Leopard                    | + 1 د 23 ث    |        |
| 5.            | أودون بريك فلوتن        | النرويج       | Uno-X Hydrogen Development | + 1 د 25 ث    |        |
| 6.            | Ken-Levi Eikeland ‏      | النرويج       | FixIT.no                   | + 1 د 35 ث    |        |
| 7.            | Marcus Fåglum Karlsson ‏ | السويد        | Tre Berg-PostNord          | + 1 د 37 ث    |        |
| 8.            | باتريك شيلينغ           | سويسرا        | فورارلبرغ                  | + 1 د 38 ث    |        |
| 9.            | Dominik Hrinkow ‏        | النمسا        | Hrinkow Advarics Cycleang  | + 1 د 39 ث    |        |
| 10.           | Raphael Freienstein ‏    | ألمانيا       | Lotto-Kern-Haus            | + 1 د 39 ث    |        |

### مرحلة 3
أجريت في 12 مارس 2017، وامتدّت لمسافة 175 كيلومتر فاز بالمرحلة ألكسندر كامب، ومتصدر الترتيب العام في نهاية المرحلة كولين ستوسي.
| الدراج | الدراج | البلد | الفريق | الوقت | السرعة |  |

## التصنيف العام النهائي
| التصنيف العام | التصنيف العام           | التصنيف العام | التصنيف العام              | التصنيف العام  |        |
| الدراج        | الدراج                  | البلد         | الفريق                     | الوقت          | السرعة |
| ------------- | ----------------------- | ------------- | -------------------------- | -------------- | ------ |
| 1.            | كولين ستوسي             | سويسرا        | Roth-Akros                 | 12 س 07 د 36 ث |        |
| 2.            | Åsmund Romstad Løvik ‏   | النرويج       | FixIT.no                   | + 30 ث         |        |
| 3.            | Cyrille Thièry ‏         | سويسرا        | سويسرا                     | + 1 د 20 ث     |        |
| 4.            | Szymon Rekita ‏          | بولندا        | Leopard                    | + 1 د 23 ث     |        |
| 5.            | أودون بريك فلوتن        | النرويج       | Uno-X Hydrogen Development | + 1 د 25 ث     |        |
| 6.            | Ken-Levi Eikeland ‏      | النرويج       | FixIT.no                   | + 1 د 35 ث     |        |
| 7.            | Marcus Fåglum Karlsson ‏ | السويد        | Tre Berg-PostNord          | + 1 د 37 ث     |        |
| 8.            | Raphael Freienstein ‏    | ألمانيا       | Lotto-Kern-Haus            | + 1 د 39 ث     |        |
| 9.            | Roland Thalmann ‏        | سويسرا        | Roth-Akros                 | + 1 د 39 ث     |        |
| 10.           | Aksel Nõmmela ‏          | إستونيا       | Leopard                    | + 1 د 40 ث     |        |

## وصلات خارجية
- طواف رودس الدولي 2017 على موقع إحصائيات الدراجات الإحترافية (الإنجليزية)